# باشگاه ورزشی النصر
باشگاه ورزشی النصر (انگلیسی: Al-Nasr SC) یک باشگاه فوتبال از عمان است که در شهر صلاله استان ظفار قرار دارد.